# 曹泰
曹泰（そう たい、生没年不詳）は中国後漢末期から三国時代の武将。父親は曹操の一族で魏に仕えた曹仁で兄弟に曹楷、曹範がいる。子は曹初。祖父は曹熾。

## 経歴
黄初3年（222年）、魏の文帝・曹丕が曹仁、曹真、曹休の三将軍に命じ呉攻略の軍を発した際、曹泰は父・曹仁に従い濡須（現在の安徽省蕪湖市無為県）へ出陣した。
迎え撃った呉軍の朱桓と魏軍の戦いは長きに渡り、黄初4年（223年）3月、曹泰は父・曹仁の命令で濡須城を攻めたが朱桓に敗れて退却した（濡須口の戦い）。
この戦役の後、間もなく曹仁は病死したため曹泰が跡を継ぎ弟達も列侯となった。曹泰はのちに鎮東将軍、仮節まで昇進し甯陵侯に封じられ、曹泰の死後は曹初が跡を継いだ。